# Коттон-Плант (Арканзас)
Коттон-Плант (англ. Cotton Plant) — місто (англ. city) в США, в окрузі Вудрафф штату Арканзас. Населення — 529 осіб (2020).

## Географія
Коттон-Плант розташований на висоті 59 метрів над рівнем моря за координатами 35°0′22″ пн. ш. 91°15′7″ зх. д. / 35.00611° пн. ш. 91.25194° зх. д. (35.006074, -91.252034). За даними Бюро перепису населення США в 2010 році місто мало площу 2,66 км², уся площа — суходіл.

## Демографія
Згідно з переписом 2010 року, у місті мешкало 649 осіб у 316 домогосподарствах у складі 173 родин. Густота населення становила 244 особи/км². Було 455 помешкань (171/км²).
Расовий склад населення:
| - 72,7 % — чорних або афроамериканців - 24,8 % — білих - 0,5 % — вихідців з тихоокеанських островів - 0,5 % — корінних американців - 0,3 % — азіатів |

До двох чи більше рас належало 0,9 %. Іспаномовні складали 0,6 % від усіх жителів.
За віковим діапазоном населення розподілялося таким чином: 23,9 % — особи молодші 18 років, 55,6 % — особи у віці 18—64 років, 20,5 % — особи у віці 65 років та старші. Медіана віку мешканця становила 44,9 року. На 100 осіб жіночої статі у місті припадало 79,3 чоловіків; на 100 жінок у віці від 18 років та старших — 75,8 чоловіків також старших 18 років.
Середній дохід на одне домашнє господарство становив 30 813 долари США (медіана — 20 583), а середній дохід на одну сім'ю — 44 854 долари (медіана — 35 625). Медіана доходів становила 25 556 доларів для чоловіків та 30 455 доларів для жінок. За межею бідності перебувало 27,9 % осіб, у тому числі 44,8 % дітей у віці до 18 років та 29,2 % осіб у віці 65 років та старших.
Цивільне працевлаштоване населення становило 187 осіб. Основні галузі зайнятості: освіта, охорона здоров'я та соціальна допомога — 32,6 %, сільське господарство, лісництво, риболовля — 21,4 %, виробництво — 10,2 %, оптова торгівля — 8,6 %.
За даними перепису населення 2000 року в Коттон-Планті мешкало 960 осіб, 262 родини, налічувалося 416 домашніх господарств і 470 житлових будинків. Середня густота населення становила близько 356 осіб на один квадратний кілометр. Расовий склад Коттон-Планті за даними перепису розподілився таким чином: білих, 74,06 % — чорних або афроамериканців, 0,21 % — корінних американців, 0,31 % — азіатів, 1,46 % — представників змішаних рас.
Іспаномовні склали 1,88 % від усіх жителів міста.
З 416 домашніх господарств в — виховували дітей віком до 18 років, 31,7 % представляли собою подружні пари, які спільно проживали, у сімей жінки проживали без чоловіків, 37,0 % не мали сімей. 34,9 % від загального числа сімей на момент перепису жили самостійно, при це 19,7 % склали самотні літні люди у віці 65 років та старше. Середній розмір домашнього господарства склав 2,31 особи, а середній розмір родини — 1 особа.
Населення міста за віковим діапазоном за даними перепису 2000 року розподілилося таким чином: 29,7 % — жителі молодше 18 років, 6,6 % — між 18 і 24 роками, 19,6 % — від 25 до 44 років, 22,1 % — від 45 до 64 років і 22,1 % — у віці 65 років та старше. Середній вік мешканця склав 40 років. На кожні 100 жінок в Коттон-Планті припадало чоловіків, у віці від 18 років та старше — 73,5 чоловіків також старше 18 років.
Середній дохід на одне домашнє господарство в місті склав 13 264 долара США, а середній дохід на одну сім'ю — 15 625 доларів. При цьому чоловіки мали середній дохід в 18 125 доларів США на рік проти 16 250 доларів середньорічного доходу у жінок. Дохід на душу населення в місті склав 9652 долара в рік. Всі родини Коттон-Планта мали дохід, що перевищує рівень бідності, від усієї чисельності населення перебувало на момент перепису населення за межею бідності, при цьому з них були молодші 18 років і — у віці 65 років та старше.